# Нікітенко Марія Миколаївна
Марія Миколаївна Нікітенко (10 січня 1946 — 29 травня 1988) — передовик радянського сільського господарства, доярка колгоспу «За мир» с. Оленівка Магдалинівського району Дніпропетровської області, повний кавалер ордена Трудової Слави (1985).

## Біографія
Народилася в 1946 році в селі Куропатники Бережанського району Тернопільської області. У 1964 році переїхала у Магдалинівський район Дніпропетровської області і стала працювати на фермі дояркою колгоспу "За мир" в селі Оленівка. 
Швидко освоїла професію і стала працювати на високий результат, включившись у соціалістичне змагання. Неодноразово брала участь у Всесоюзній виставці досягнень народного господарства. У 1975 році зуміла надоїти 4700 кілограмів молока від кожної корови в середньому за рік, в 1980 - 5050 кілограмів, а в 1985 - 5300 кілограмів молока. 
Указом Президії Верховної Ради СРСР від 10 березня 1976 року була нагороджена орденом Трудової Слави ІІІ ступеня. 
Указом Президії Верховної Ради СРСР від 6 березня 1981 року була нагороджена орденом Трудової Слави II ступеня. 
Указом Президії Верховної Ради СРСР від 5 грудня 1985 року за успіхи, досягнуті при виконанні плану і соціалістичних зобов'язань по збільшенню продукції тваринництва була нагороджена орденом Трудової Слави I ступеня. Стала повним кавалером Ордена Трудової Слави.
Обиралася депутатом сільської Ради. 
Проживала у Магдалинівці Дніпропетровської області. Померла у 42 роки, 29 травня 1988 року. Похована на селищному кладовищі.

## Нагороди та звання
- Орден Трудової Слави I ступеня (05.12.1985);
- Орден Трудової Слави II ступеня (06.03.1981);
- Орден Трудової Слави III ступеня (10.03.1976).;
- медалями.